# Martha Kneschke
Martha Kneschke (* 2. November 1866 als Martha Theresia Theophila Mittag in Teplitz; † 12. Oktober 1947 in Oberammergau) war eine deutsche Schriftstellerin, die auch unter dem Pseudonym Walter Schönau publizierte.

## Leben
Ihr Vater war Landwirt. Im Alter von drei Jahren starben ihre Eltern und sie wurde von dem Kaufmann Richard Koppe adoptiert. Sie erhielt eine gute Erziehung und wollte Sängerin werden, was aber durch gesundheitliche Probleme verhindert wurde. Sie heiratete 1886 den Ingenieur Martin Kneschke, der nach vier Ehejahren starb. Sie kehrte in das Haus ihrer Adoptiveltern auf Burg Lauenstein zurück. Nach dem Tode ihres Adoptivvaters (1901) zog sie nach Zittau. Seit 1908 lebte sie in Dresden-Loschwitz.
Kneschke verfasste Prosa und Dramen. Laut dem Österreichischen Biographischen Lexikon zeigt ihre Literatur „immer wieder das Hineinwirken des Übersinnlichen in das rational wahrnehmbare Geschehen“.

## Werke (Auswahl)
- Wenn dich die bösen Buben locken. Lustspiel von W. Schönau. Bagel, Mülheim a. d. Ruhr 1899.
- Florians Brautfahrt. 〈Auf der Grenzbaude.〉 Schwank in 3 Akten. Mit Gebhard Schätzler-Perasini und W. Schönau. Hendel, Halle 1900. (Bibliothek der Gesammtlitteratur des In- und Auslandes Nr. 1436)
- Ein Danaërgeschenk. Humoreske. 1901.[4]
- Eine Vergnügungsreise wider Willen. Humoreske. 1901.[4]
- Einsame Weihnachten. Novelle. Sächsischer Volksschriftenverlag, Leipzig 1902.
- Die Autlerin. Schwank. 1903.[4]
- Unwiderruflich und andere Humoresken und Novellen. Enßlin & Laiblin, Reutlingen 1905.
- Leonore fuhr ums Morgenrot. Burleske. 1906.[4]
- Auf der Spur der weißen Frau. Verlag der Burg Lauenstein, Lauenstein 1909.
- Mutter Königin. Dietrich, Dresden 1911. (Dietrichs Bibliothek für die reifere Jugend 13)
- Die Reisewitwe. Roman. Hillger, Berlin/Leipzig 1913.
- Im Burgfrieden von Lauenstein. Novellen. Leonhardi, Dresden-Blasewitz 1914.
- Der Sprung aufs Brettl. Deutsche Buchwerkstätten, Dresden 1919. (Residenz-Bücher 105)
- Die Fahrt nach dem Schicksalsring. 1921.[4]
- Liebe in Not. Roman. Enßlin & Laiblin, Reutlingen 1924.
- Der Rattenfänger. Roman. Enßlin & Laiblin, Reutlingen 1924.
- Die Siegerin. Roman. Uhlmann, Berlin 1924.
- Durch Dämmergrau in der Liebe Land. Rothbarth. Leipzig/Bern 1924.
- Elisabetha Karintha. Roman. Nach alten Chroniken frei bearbeitet. In: Bayreuther Tagblatt, Bayreuth 1925.
- Aus alten Märchen winkt es ... . Roman. (Für diesen Roman wurden z. T. Aufzeichnungen der bekannten Märchenerzählerin Lisa Tetzner verwendet) Enßlin & Laiblin, Reutlingen 1926.
- Geisterhand. Ein Ausflug durch’s Vorleben. Erzählung. 1926.[4]
- Mäuschen. Roman. Enßlin & Laiblin, Reutlingen 1927.
- Kindermund. Allerhand Drolliges aus der Kinderstube. Enßlin & Laiblin, Reutlingen 1927. (Ensslins Kurzweilbücherei 12)